# Wapen van Munnekezijl

Wapen van Munnekezijl

Het wapen van Munnekezijl is het dorpswapen van het Nederlandse dorp Munnekezijl, in de Friese gemeente Noardeast-Fryslân. Het wapen werd in 1976 geregistreerd.

## Beschrijving
De blazoenering van het wapen luidt als volgt:
"Gedeeld: I. Doorsneden: A. Van blauw, beladen met een vierkante schans van goud, waarvan het binnenmaaiveld van blauw en de hoofdlijnen van het beloop evenwijdig aan de bovenrand, respectievelijk de zijkanten van het schild; B. Gegolfd doorsneden van zilver en blauw, het blauw beladen met twee golvende dwarsbalken van zilver; over alles heen een rode muur met twee aan de bovenzijde halfronde openingen, en een zilveren schildhoofd. II. Van zwart, beladen met een monnik, in de linkerhand een schop over de schouder dragende, alles van zilver, in het schildhoofd vergezeld van twee gouden lelies".
De heraldische kleuren zijn: azuur (blauw), goud (goud), zilver (zilver), keel (rood) en sabel (zwart).

## Symboliek
- Uitwateringssluis: duidt op de in 1471 gebouwde sluis. Deze sluis werd gebouwd door de monniken van het klooster Jeruzalem te Gerkesklooster.[2]
- Schans: te Munnekezijl werd een schans opgeworpen in 1576 met afbraakmateriaal van het vrouwenklooster Galilea. Nog steeds heet de buurtschap ter plaatse De Schans.[2]
- Monnik: maakt het wapen tot een sprekend wapen.[2]
- Fleurs de lis: ontleend aan het wapen van de orde van de cisterciënzers, de orde van zowel het klooster Jeruzalem als Galilea.[2]

Het wapen van de Cisterciënzerorde.

## Zie ook

Vlag van Munnekezijl